# Gamasomorpha m-scripta
Gamasomorpha m-scripta là một loài nhện trong họ Oonopidae.
Loài này thuộc chi Gamasomorpha. Gamasomorpha m-scripta được miêu tả năm 1954 bởi Birabén.